# NGC 4923
NGC 4923 is een elliptisch sterrenstelsel in het sterrenbeeld Hoofdhaar. Het hemelobject werd op 11 april 1785 ontdekt door de Duits-Britse astronoom William Herschel.

## Synoniemen
- MCG 5-31-101
- ZWG 160.97
- DRCG 27-78
- PGC 44903